# Sturla Holm Lægreid
Sturla Holm Lægreid, né le 20 février 1997 à Bærum, est un biathlète norvégien.
À 23 ans, il est la révélation de la Coupe du monde 2020-2021, en s'imposant dans tous les formats de course, et en remportant quatre médailles d'or lors de ses premiers championnats du monde à Pokljuka, dont les titres de l'individuel et de la mass-start. Il devient aussi le même hiver un protagoniste dans la course au gros globe de cristal. Il s'adjuge les classements de l'individuel et de la poursuite ainsi que celui des jeunes de moins de 25 ans (U25), classement distinctif en Coupe du monde nouvellement instauré par l'IBU. Il est finalement devancé de treize points au classement général par son compatriote Johannes Thingnes Bø à la toute dernière course de la saison.
Après trois ans à la deuxième place mondiale et une quatrième place lors la saison 2023-24, il remporte finalement le classement général de la Coupe du monde en remportant la Poursuite d’Olso. Il remporte également les classements de la Poursuite, de l’Individuel et de la Mass-start.

## Carrière

### Junior
Licencié au club de sa ville natale Bærum, il fait ses débuts internationaux en 2015 à l'occasion du Festival olympique de la jeunesse européenne, où il est médaillé d'argent de la poursuite derrière Sebastian Samuelsson et d'or au relais mixte.
Lors des Championnats du monde juniors 2018 à Otepää, il remporte l'argent en individuel et en relais. Il termine également 4e du sprint et 8e de la poursuite.

### Saison 2019-2020: premières courses en Coupe du Monde
Sturla Holm Lægreid faits ses débuts en IBU Cup en février 2020 lors de l'étape de Val Martello. Il termine 17e du sprint et remporte le lendemain le mass start 60, obtenant sa sélection pour les Championnats d'Europe quelques jours plus tard à Minsk. Face à de nombreux biathlètes redescendus de la Coupe du monde, il surprend en remportant l'argent de la poursuite derrière le Biélorusse Sergey Bocharnikov et devant le Norvégien Sivert Guttorm Bakken.
Il fait ses débuts en Coupe du monde le 6 mars 2020 et finit 13e du sprint à Nové Město. Cette performance lui permet de participer dans la foulée à son premier mass start, qu'il termine à la 15e place.
À Kontiolahti, dernière étape de la saison 2019-2020, il confirme en se classant 10e du sprint et 11e de la poursuite. Il termine la saison, en n'ayant participé qu'à seulement 4 courses, à la 43e place avec 115 points, avec un remarquable 59 sur 60 au tir.

### Saison 2020-2021: la révélation
Sturla Holm Lægreid remporte sa première victoire en Coupe du monde sur l'épreuve d'ouverture de la saison 2020-2021, l'individuel de Kontiolahti disputé le 28 novembre 2020. Un 20 sur 20 au tir lui permet de devancer son compatriote Johannes Thingnes Bø (une erreur) de 19 secondes. À Hochfilzen les 18 et 19 décembre, il réalise un doublé en remportant le sprint et la poursuite, ce qui lui permet de finir l'année 2020 à la 2e place du classement général de la Coupe du monde derrière Johannes Thingnes Bø. En janvier, il gagne la poursuite d'Oberhof.
Il devient le meilleur biathlète des championnats du monde 2021 à Pokljuka, les premiers qu'il dispute, en commençant par remporter l'individuel, en triomphant avec la Norvège dans les relais mixte et masculin, avant de conclure les Mondiaux par une victoire dans la mass-start. Pour sa première saison complète au plus haut niveau international, il s'est donc imposé dans tous les formats de course, et talonne son compatriote Johannes Thingnes Bø au classement général de la Coupe du monde, avec après les Mondiaux, déjà six victoires et neuf podiums. Sur ce temps court (de novembre 2020 à février 2021), il est déjà considéré comme « le meilleur tireur du circuit », sa fiabilité et sa rapidité face aux cibles participant largement à sa rapide percée au sommet du biathlon mondial.
Martin Fourcade remarque que l'explosion de Sturla Lægreid au plus haut niveau international se fait dans des circonstances très particulières. Dans le contexte de la pandémie de Covid-19, en Coupe du monde et aux Championnats du monde, il n'a disputé que des courses à huis clos et n'a donc jamais couru devant un public, notamment massivement présent dans les tribunes qui font face au pas de tir. « On ne sait pas encore comment il gère ce paramètre » ajoute le septuple vainqueur du gros globe de cristal.
À la lutte avec son compatriote Johannes Thingnes Bø pour le classement général jusqu'au bout de la saison 2020-2021, il ne s'incline qu'à la dernière course, la mass-start d'Östersund le 21 mars, quand son aîné termine troisième de l'épreuve remportée par Simon Desthieux alors qu'il passe la ligne d'arrivée en 8e position : finalement, il est battu de seulement 13 points, mais achève l'exercice avec les petits globes de l'individuel et de la poursuite.

### Saison 2021-2022
Sturla Lægreid commence la saison 2021-2022 de la même manière que la précédente, en s'imposant lors de l'individuel d'ouverture à Östersund grâce à un sans-faute au tir, devant Tarjei Bø et Simon Desthieux. Mais par la suite, il ne parvient à monter que sur deux autres podiums (deux troisièmes places sur le sprint d'Oberhof et sur la mass-start d'Antholz), le Norvégien peinant à confirmer son nouveau statut de favori pour le classement général malgré de très bons résultats au tir.

### Saison 2022-2023
Lægreid est contraint de renoncer à participer en mars à l'étape de Nové Město en raison d'un test positif au SARS-CoV-2.

### Saison 2023-2024
Lors des championnats du monde à Nové Město, le 10 février 2024, il devient champion du monde du sprint en devançant Johannes Thingnes Bø.

### Saison 2024-2025
A l’issu de la poursuite à Olso, il s'adjuge officiellement le classement général de la coupe du monde. Il remporte également les classements de l’Individuel, de la Poursuite et de la Mass-start.

## Palmarès

### Jeux olympiques d'hiver
| Édition \ Épreuve | Individuel | Sprint | Poursuite | Mass start | Relais                         | Relais mixte |
| ----------------- | ---------- | ------ | --------- | ---------- | ------------------------------ | ------------ |
| Pékin 2022        | 15e        | 7e     | 24e       | 6e         | Médaille d'or, Jeux olympiques | —            |

Légende :
- : première place, médaille d'or
- — : non disputée par Sturla Holm Lægreid

### Championnats du monde
| Édition \ Épreuve | Individuel               | Sprint                    | Poursuite                | Mass start               | Relais                   | Relais mixte         | Relais mixte simple |
| ----------------- | ------------------------ | ------------------------- | ------------------------ | ------------------------ | ------------------------ | -------------------- | ------------------- |
| Pokljuka 2021     | Médaille d'or, monde     | 7e                        | 6e                       | Médaille d'or, monde     | Médaille d'or, monde     | Médaille d'or, monde | —                   |
| Oberhof 2023      | Médaille d'argent, monde | Médaille de bronze, monde | Médaille d'argent, monde | 4e                       | Médaille d'argent, monde | Médaille d'or, monde | —                   |
| Nové Město 2024   | 18e                      | Médaille d'or, monde      | Médaille d'argent, monde | 17e                      | Médaille d'argent, monde | —                    | —                   |
| Lenzerheide 2025  | 15e                      | 9e                        | 4e                       | Médaille d'argent, monde | Médaille d'or, monde     | 4e                   | —                   |

Légende :
- : première place, médaille d'or
- : deuxième place, médaille d'argent
- : troisième place, médaille de bronze
- — : non disputée par Sturla Holm Lægreid

### Coupe du monde
- 1 gros globe de cristal en 2025.
- 5 petits globes de cristal :
  - Vainqueur du classement de l'individuel en 2021 et 2025.
  - Vainqueur du classement de la poursuite en 2021 et 2025.
  - Vainqueur du classement de la mass start en 2025.
- Vainqueur du classement U25 (jeunes) en 2021 et 2022.
- 84 podiums : 
  - 53 podiums individuels : 16 victoires, 22 deuxièmes places et 15 troisièmes places.
  - 24 podiums en relais : 15 victoires, 8 deuxièmes places et 1 troisième place.
  - 4 podiums en relais mixte : 2 victoires, 1 deuxième place et 1 troisième place.
  - 3 podiums en relais mixte simple : 1 victoire et 2 deuxièmes places.

 Dernière mise à jour le 22 mars 2025 

#### Classements en Coupe du monde
| Saison    | Individuel | Individuel | Individuel | Sprint  | Sprint | Sprint   | Poursuite | Poursuite | Poursuite | Mass start | Mass start | Mass start | Général | Général | Général  |
| Saison    | Courses    | Points     | Position   | Courses | Points | Position | Courses   | Points    | Position  | Courses    | Points     | Position   | Courses | Points  | Position |
| --------- | ---------- | ---------- | ---------- | ------- | ------ | -------- | --------- | --------- | --------- | ---------- | ---------- | ---------- | ------- | ------- | -------- |
| 2019-2020 | 0 / 3      |            |            | 2 / 8   | 59     | 37e      | 1 / 5     | 30        | 41e       | 1 / 5      | 26         | 34e        | 4 / 21  | 115     | 43e      |
| 2020-2021 | 3 / 3      | 120        | 1er        | 10 / 10 | 319    | 2e       | 8 / 8     | 306       | 1er       | 5 / 5      | 161        | 4e         | 26 / 26 | 1039    | 2e       |
| 2021-2022 | 2 / 2      | 100        | 2e         | 8 / 9   | 284    | 3e       | 6 / 7     | 199       | 7e        | 4 / 4      | 153        | 4e         | 19 / 22 | 736     | 2e       |
| 2022-2023 | 2 / 3      | 90         | 8e         | 6 / 7   | 375    | 2e       | 6 / 7     | 425       | 2e        | 4 / 4      | 208        | 3e         | 18 / 21 | 1093    | 2e       |
| 2023-2024 | 3 / 3      | 135        | 4e         | 7 / 7   | 302    | 3e       | 7 / 7     | 294       | 5e        | 3 / 4      | 131        | 8e         | 20 / 21 | 862     | 4e       |
| 2024-2025 | 3 / 3      | 165        | 1er        | 7 / 7   | 381    | 2e       | 6 / 6     | 430       | 1er       | 5 / 5      | 315        | 1er        | 21 / 21 | 1291    | 1re      |

#### Détail des victoires
| Saison \ Épreuve | Individuel                          | Sprint                    | Poursuite                               | Mass start              | Total |
| ---------------- | ----------------------------------- | ------------------------- | --------------------------------------- | ----------------------- | ----- |
| 2020-2021        | Kontiolahti Pokljuka (Ch. du monde) | Hochfilzen 2              | Hochfilzen 2 Oberhof Östersund          | Pokljuka (Ch. du monde) | 7     |
| 2021-2022        | Östersund                           | Holmenkollen              |                                         |                         | 2     |
| 2022-2023        |                                     |                           | Le Grand-Bornand                        |                         | 1     |
| 2023-2024        | Holmenkollen                        | Nové Město (Ch. du monde) |                                         | Holmenkollen            | 3     |
| 2024-2025        |                                     |                           | Oberhof Antholz Anterselva Holmenkollen |                         | 3     |
| Total            | 4                                   | 3                         | 7                                       | 2                       | 16    |

 Dernière mise à jour le 22 mars 2025 

#### Résultats détaillés en Coupe du monde
| 2019-2020 |        |        |        |         |        |       |        |        |        |        |        |        |        | .      | .      | .      | .      |        |        |        |        |         |         |         |        |       | 43e |
| 2019-2020 | SP     | IN     | SP     | PU      | SP     | PU    | MS     | SP     | MS     | SP     | PU     | IN     | MS     | SP     | PU     | IN     | MS     | SP 13e | MS 15e | SP 10e | PU 11e | SP Ann. | PU Ann. | MS Ann. |        |       | 43e |
| 2020-2021 |        |        |        |         |        |       |        |        |        |        |        |        |        |        |        | .      | .      | .      | .      |        |        |         |         |         |        |       | 2e  |
| 2020-2021 | IN 1er | SP 18e | SP 22e | PU 4e   | SP 9e  | PU 6e | SP 1er | PU 1er | MS 6e  | SP 3e  | PU 1er | SP 2e  | MS 12e | IN 2e  | MS 14e | SP 7e  | PU 6e  | IN 1er | MS 1er | SP 4e  | PU 5e  | SP 5e   | PU 4e   | SP 6e   | PU 1er | MS 8e | 2e  |
| 2021-2022 |        |        |        |         |        |       |        |        |        |        |        |        |        |        |        | .      | .      | .      | .      |        |        |         |         |         |        |       | 2e  |
| 2021-2022 | IN 1er | SP 37e | SP 6e  | PU N.P. | SP 20e | PU 9e | SP 5e  | PU 6e  | MS 21e | SP 3e  | PU 4e  | SP     | PU     | IN 5e  | MS 3e  | IN 15e | SP 7e  | PU 24e | MS 6e  | SP 22e | PU 6e  | SP 2e   | MS 10e  | SP 1er  | PU 3e  | MS 2e | 2e  |
| 2022-2023 |        |        |        |         |        |       |        |        |        |        |        |        |        |        | .      | .      | .      | .      |        |        |        |         |         |         |        |       | 2e  |
| 2022-2023 | IN 6e  | SP 2e  | PU 2e  | SP 3e   | PU 2e  | SP 2e | PU 1er | MS 2e  | SP 3e  | PU 4e  | IN 4e  | MS 3e  | SP 3e  | PU 2e  | SP 3e  | PU 2e  | IN 2e  | MS 4e  | SP     | PU     | IN     | MS 13e  | SP 5e   | PU 3e   | MS 5e  |       | 2e  |
| 2023-2024 |        |        |        |         |        |       |        |        |        |        |        |        |        |        | .      | .      | .      | .      |        |        |        |         |         |         |        |       | 4e  |
| 2023-2024 | IN 12e | SP 20e | PU 25e | SP 2e   | PU 4e  | SP 4e | PU 3e  | MS     | SP 2e  | PU 2e  | SP 10e | PU 14e | SI 25e | MS 18e | SP 1er | PU 2e  | IN 18e | MS 17e | IN 1er | MS 1er | SP 4e  | PU 4e   | SP 47e  | PU 25e  | MS 22e |       | 4e  |
| 2024-2025 |        |        |        |         |        |       |        |        |        |        |        |        |        |        | .      | .      | .      | .      |        |        |        |         |         |         |        |       | 1er |
| 2024-2025 | SI 3e  | SP 9e  | MS 3e  | SP 2e   | PU 3e  | SP 5e | PU 6e  | MS 4e  | SP 6e  | PU 1er | IN 16e | MS 2e  | SP 2e  | PU 1er | SP 9e  | PU 4e  | IN 15e | MS 2e  | SP 14e | PU 5e  | SI 2e  | MS 3e   | SP 2e   | PU 1er  | MS 4e  |       | 1er |

### Championnats d'Europe
| Édition \ Épreuve | Super sprint | Sprint | Poursuite                 | Relais mixte | Relais mixte simple |
| ----------------- | ------------ | ------ | ------------------------- | ------------ | ------------------- |
| Minsk 2020        | 5e           | 12e    | Médaille d'argent, Europe | —            | —                   |

### IBU Cup
- 2 podiums en 2019-2020 :
  - 1 victoire (mass start 60 de Martell-Val Martello) et 1 deuxième place.

### Championnats du monde juniors
| Édition \ Épreuve | Individuel               | Sprint | Poursuite | Relais                   |
| ----------------- | ------------------------ | ------ | --------- | ------------------------ |
| Otepää 2018       | Médaille d'argent, monde | 4e     | 8e        | Médaille d'argent, monde |